# Badminton 1910
Höhepunkte des Badmintonjahres 1910 waren die All England, die Irish Open, die Scottish Open und die French Open.
==Internationale Veranstaltungen ==
| Veranstaltung | Herreneinzel       | Dameneinzel            | Herrendoppel                            | Damendoppel                            | Mixed                                |
| ------------- | ------------------ | ---------------------- | --------------------------------------- | -------------------------------------- | ------------------------------------ |
| All England   | Frank Chesterton   | Meriel Lucas           | Henry Norman Marrett George Alan Thomas | Mary K. Bateman Meriel Lucas           | Guy Sautter Dorothy Cundall          |
| French Open   | George Alan Thomas | Lavinia Clara Radeglia | George Alan Thomas Guy Sautter          | Lavinia Clara Radeglia Mary K. Bateman | George Alan Thomas Mary K. Bateman   |
| Irish Open    | Frank Chesterton   | -                      | Frank Chesterton George Alan Thomas     | Mary K. Bateman Margaret Larminie      | George Alan Thomas Margaret Larminie |
| Scottish Open | George Alan Thomas | -                      | George Alan Thomas Hugh Comyn           | Meriel Lucas George Alan Thomas        | George Alan Thomas G. L. Murray      |

## Terminkalender
| Veranstaltung                        | Ort      | Datum                         | Bemerkung |
| ------------------------------------ | -------- | ----------------------------- | --------- |
| Scottish Open & Closed Championships | Aberdeen | Januar 1910                   |           |
| All England                          | London   | 2. bis zum 5. März 1910       |           |
| French Open                          | Dieppe   | 15. bis zum 18. Dezember 1910 |           |
| Hampshire Championships              |          | 1910                          |           |
| Irish Open                           |          | 1910                          |           |
| London Championships                 |          | 1910                          |           |
| London League                        |          | 1910                          |           |
| Middlesex Championships              |          | 1910                          |           |
| North London Championships           |          | 1910                          |           |
| Northern Championships               |          | 1910                          |           |
| South of England Championships       |          | 1910                          |           |
| Surrey Championships                 |          | 1910                          |           |
| West Hants Championships             |          | 1910                          |           |